# Bestimage
Bestimage est une agence photographique française spécialisée dans la presse people, les célébrités et l'événementiel. Endettée, elle est vendue à Xavier Niel en 2024.

## Histoire
Michèle Marchand crée l'agence en 2011, après avoir revendu ses parts dans PurePeople, et repris le fonds et l'activité de l'agence photographique de Daniel Angeli,.
En janvier 2014, Bestimage est à l'origine des clichés du Président François Hollande qui se rend « discrètement », casque sur la tête, en scooter chez Julie Gayet, mettant à nu leur relation,.
À compter d'avril 2016, Bestimage bénéficie d'un lien privilégié avec le couple Macron qui lui vaut un certain nombre de contrats exclusifs, à commencer par une première couverture de Paris Match d'avril 2016 titrée Ensemble sur la route du pouvoir, puis une deuxième couverture pour le même magazine quatre mois plus tard du couple Macron en maillot de bain, les pieds dans l'eau. Le couple Macron est présenté à Bestimage par Xavier Niel alors que des rumeurs de photos compromettantes circulaient sur la prétendue homosexualité d'Emmanuel Macron, qui était alors ministre de l'économie. L'agence retouche des photographies exclusives de Brigitte Macron, prises lors de la venue de Donald Trump à Paris le 14 juillet 2017. En 2018, Bestimage devient membre associé du « comité de liaison », l'association de journalistes qui planifie le travail des photographes avec l'Élysée.
Le 5 juin 2021, Michèle Marchand, la dirigeante de Bestimage, a été mise en examen pour « subornation de témoin » et « association de malfaiteurs » sur l'intermédiaire Ziad Takieddine, dans un nouveau volet de l'affaire du financement libyen présumé de la campagne présidentielle de Nicolas Sarkozy en 2007,.
Lourdement endettée et menacée par plusieurs procédures judiciaires, Michèle Marchand vend l'agence Bestimage à Xavier Niel en juin 2024.

## Activité
L'agence Bestimage est dirigée par Michèle Marchand. Elle est installée à Levallois-Perret, compte 25 salariés et quasiment autant de photographes payés à la pige. Les bénéfices de la société mère de l'agence, Chouet'Press, inférieurs à 100 000 euros jusqu'en 2016, atteignent 343 338 euros en 2017. En mars 2018, Bestimage annonce augmenter son capital à hauteur de 200 000 euros.